# Maytenus williamsii
Maytenus williamsii är en benvedsväxtart som beskrevs av A. Molina. Maytenus williamsii ingår i släktet Maytenus och familjen Celastraceae. Inga underarter finns listade.